# Hockey Verein Schwenningen
Der Hockey Verein Schwenningen ist ein deutscher Hockeyverein aus dem baden-württembergischen Villingen-Schwenningen.

## Geschichte
Der Hockey Verein Schwenningen ging aus der am 26. April 1923 gegründeten Hockeyabteilung des VfR Schwenningen hervor. Durch die geographische Lage Schwenningens wickelte sich der Spielverkehr hauptsächlich im Badischen ab. Aus nicht mehr erkennbaren Gründen löste sich die Hockeyabteilung drei Jahre später wieder auf.
Wenige Jahre danach, am 24. Juli 1931, versuchten einige hockeybegeisterte Sportler den Hockeyclub Schwenningen aufzubauen. Anfangs trainierte man auf dem Gelände der heutigen Eissporthalle, später nutzte man die Gelegenheit, auf den Plätzen der Turngemeinde Schwenningen und des VfR Schwenningen die Spiele auszutragen.
Bis zum Jahre 1957 war der Hockeysport in Schwenningen in Vergessenheit geraten. Am 3. Juni 1957 schlossen sich einige Jugendliche zur Gründung einer neuen Hockeyabteilung des Sportclub Schwenningen zusammen.
Als Schwenningens großer Sportmäzen Gustav Strohm Anfang 1970 verstarb, geriet die Abteilung im Verein immer mehr ins Hintertreffen. Fast ohne finanzielle Unterstützung und mit schlechten Trainingsmöglichkeiten schien die Auflösung der Hockeyabteilung vier Jahre später unabwendbar. Die Fusion der Vereine VfR und Sportclub zum BSV-Schwenningen schien zunächst der rettende Strohhalm zu sein, die neuen Hoffnungen der Hockeyfreunde bekamen allerdings in der ausbrechenden Fußballeuphorie schnell wieder einen gewaltigen Dämpfer.
Von den Mitgliedern der BSV-Hockeyabteilung wurde mit der Gründungsversammlung am 3. Dezember 1983 im Karl-Haag-Saal der Stadtbücherei der eigenständige Hockey-Verein Schwenningen ins Leben gerufen.

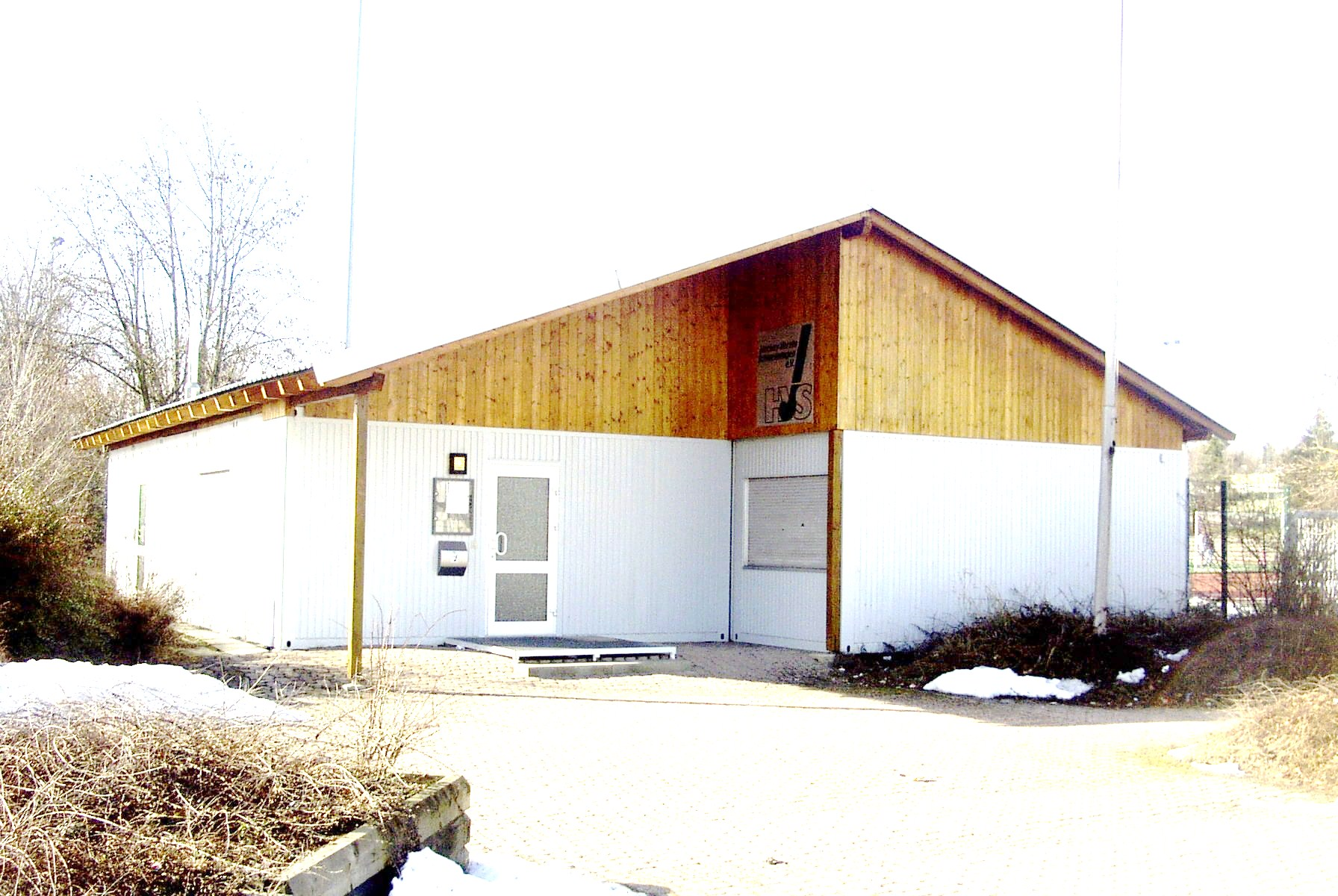
Vereinsheim am Deutenbergsportplatz

Zehn Jahre nach dem Aufstieg in die Oberliga gelang es, sowohl auf dem Feld als auch in der Halle in die 2. Regionalliga Süd aufzusteigen. Vor allem in der Hallenrunde dominiert man die Konkurrenz fast nach Belieben. So erspielte die Mannschaft von Trainer Harry Zenzinger in den vierzehn Begegnungen 38 der möglichen 42 Punkte mit einem Torverhältnis von 128:58. Während man in der Feldsaison trotz gutem Start den Abstieg nicht vermeiden konnte, schaffte es der HVS in der Hallenrunde im Schlussspurt die Liga zu halten.
Neben dem sportlichen Bereich stand Anfang des neuen Jahrtausends der Bau des Vereinsheims im Vordergrund. Nach dem ersten Spatenstich am 27. Mai 2000 folgte die Umsetzung der ehemaligen Kindergarten-Container von der Hallerhöhe an den Deutenbergsportplatz. Nachdem die Container in Eigenarbeit renoviert und unter anderem mit einem Satteldach versehen wurden, fand am 22. September 2002 die offizielle Eröffnung statt.

## Bekannte Spieler
Nach mehreren Spielern, die in die württembergische Auswahl berufen wurden, war Dirk Haller, der später mit seinem Bruder Marc bei den Stuttgarter Kickers in der Bundesliga auf Punktejagd ging, der erste Nationalspieler, der aus dem HV Schwenningen hervorging. Erst Jahre später folgte Christian Arnold, der es in seiner Laufbahn auf 97 Einsätze in der Schweizer Nationalmannschaft brachte und im Jahr 2000 zusammen mit Torhüter Tobias Schuster ebenfalls nach Stuttgart wechselte. Seit 2008 spielt Marc-Aurel Schaller beim HC Ludwigsburg in der 2. Bundesliga.

## Daten und Fakten
- 1957: Gründung der Hockeyabteilung im Sportclub Schwenningen
- 1979: Bau des 1. Deutenberger-Kunstrasens
- 1983: Gründung des Hockey-Verein Schwenningen
- 1998: Erster Spatenstich für HVS-Vereinsheim
- 2002: Offizielle Eröffnung des HVS Vereinsheims
- 2004: Vorstandswechsel: 1. Vorstand Jürgen Dreger, 2. Vorstand Thomas Markuleski

## Sportliche Erfolge
1958
- Erster Turniersieg in Schönenwerd

1964
- Erste ausgeglichene Spielbilanz

1965
- 3. Platz in der Meisterrunde

1967
- Spiel gegen den Real Club de Polo in Barcelona

1972
- Spiel gegen die österreichische Juniorenauswahl

1973
- Ungeschlagen erste Hallenmeisterschaft

1975
- Spiel gegen Südafrikas Junioren-Nationalmannschaft

1977
- Ungeschlagen erste Feldhockeymeisterschaft

1982
- Zwei Spiele der Hockeyjuniorenteams von Indien und Deutschland auf dem Deutenbergkunstrasen
- Jugend B württembergischer Meister Feld

1983
- Jugend B württembergischer Meister Halle und Vizemeister Feld

1984
- Süddeutsche Hallenhockeymeisterschaft der Jugend B in Schwenningen
- Jugend B württembergischer Vizemeister Halle
- Jugend A württembergischer Vizemeister Feld

1985
- Deutsche Hallenhockeymeisterschaft der Knaben A in Schwenningen
- Herren württembergischer Vizemeister Halle der 1. Verbandsliga
- Jugend A Teilnahme an der deutschen Meisterschaft Feld
- Knaben B württembergischer Vizemeister Feld

1986
- Jugend A württembergischer Meister Halle – auf Süddeutscher Meisterschaft 5. Platz
- Knaben B württembergischer Vizemeister Feld

1987
- Knaben B württembergischer Vizemeister Halle

1988
- Damen – Aufstieg in 1. württembergische Verbandsliga Feld
- Knaben B württembergischer Meister Halle
- Jugend A Pokalsieger Halle
- Knaben A Pokalsieger Halle

1989
- Knaben A württembergischer Vizemeister – 5. auf Süddeutscher Meisterschaft
- HVS Ausrichter des Württembergischen Hockeyverbandstages

1991
- Herren Aufstieg in die Oberliga Feldhockey
- SG Damen Aufstieg in die Oberliga Feld
- Jugend B württembergischer Meister Feld
- Knaben A Pokalsieger

1992
- Herren Aufstieg in die Oberliga Halle
- SG Aufstieg in die Oberliga Halle

1994
- Herren württembergischer Vizemeister Feld
- Herren schlagen den Regionalligisten HC Ludwigsburg im DHB-Pokal

1995
- Herren in DHB-Pokal Hauptrunde gegen Bundesligist und mehrfachen Deutschen Meister Dürkheimer HC 1:6

1999
- 2. Herren Aufstieg in die 2. Verbandsliga Baden-Württemberg Halle

2001
- Herren Aufstieg in die 2. Regionalliga Süd Feld
- Knaben A Pokalsieger Feld

2002
- Herren Aufstieg in die 2. Regionalliga Süd Halle
- Mädchen A Pokalsieger Halle
- Jugend A Pokalsieger Halle

2003
- 2. Herren Aufstieg in die 1. Verbandsliga Halle
- SG-Damen Aufstieg in die 2. Verbandsliga Halle

2004
- Herren Vizemeister Oberliga Baden-Württemberg Feld

2007
- 2. Herren Meister 2. Verbandsliga Baden-Württemberg Halle

2009
- Knaben A Pokalsieger Halle

2010
- Jugend B Pokalsieger Halle

2011
- Jugend B Pokalsieger Halle

2012
- 1. Herren Meister 2. Verbandsliga Baden-Württemberg Halle